# Blake Rock
Blake Rock är en kulle i Antarktis. Den ligger i Västantarktis. Argentina, Chile och Storbritannien gör anspråk på området. Toppen på Blake Rock är 1 482 meter över havet.
Terrängen runt Blake Rock är lite kuperad. Trakten är obefolkad. Det finns inga samhällen i närheten.